# Championnat de France Nationale 1 de tennis de table 1981-1982
Navigation
Nationale 1 1980-1981 Nationale 1 1982-1983
| \| US Kremlin Bicêtre Levallois SC TT Angers SAG Cestas TT Pontoise Saint-Berthevin Mondeville Caen TTC Femmes ASPTT Lille Métropole Lys Lez Lannoy CP Évreux \| Localisation des clubs engagés dans le championnat. |
| US Kremlin Bicêtre Levallois SC TT Angers SAG Cestas TT Pontoise Saint-Berthevin Mondeville Caen TTC Femmes ASPTT Lille Métropole Lys Lez Lannoy CP Évreux                                                           |

Le Championnat de France de tennis de table 1981-1882 voit l'AS Messine Paris remporter le championnat masculin, le cinquième titre de son histoire, devant le CSA Kremlin Bicêtre. L'ASPTT Annecy remporte le championnat féminin devant l'AL Bruz.
En Coupe d'Europe, L'AS Messine s'incline en finale de la Coupe Nancy-Evans tandis qu'en Coupe des Clubs Champions, le CSA Kremlin Bicêtre s'incline en demi-finale.

## Championnat Masculin
- 1. AS Messine Paris
- 2. VGA Saint-Maur
- 3. ES Levallois
- 4. CSA Kremlin Bicêtre
- 5. TT La Tronche
- 6. Trinité Sports TT (promu en début de saison)
- 7. AC Renault-Cléon (relégué en fin de saison)
- 8. 4S Tours (promu puis relégué)